# 1615

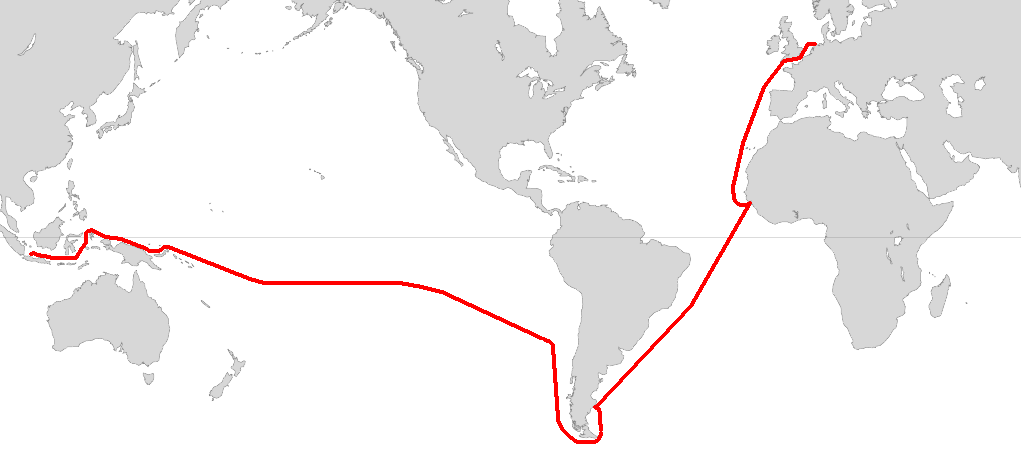
de tocht om Kaap Hoorn

Het jaar 1615 is het 15e jaar in de 17e eeuw volgens de christelijke jaartelling.

## Gebeurtenissen
maart
- 2 - In opdracht van de Staten van Groningen en Drenthe hebben de landmeters Pieter de la Haye en Pieter Sems de grens vastgesteld tussen beide provinciën. Groningen accepteert de uitkomst niet, omdat Ter Apel daarin Drents wordt.
- 6 - Pieter Both, gouverneur-generaal van Nederlands-Indië, verdrinkt bij Mauritius.

april
- 6 - In Lochem breekt een stadsbrand uit, waarbij slechts drie huizen gespaard blijven.

juni
- juni - Le Maire en Schouten vertrekken voor een reis rond het zuiden van Zuid-Amerika (Kaap Hoorn) naar Indië.

juli
- 22 - Koning Christiaan IV van Denemarken slaat beleg voor de stad Braunschweig om deze in handen te spelen van zijn zwager Frederik Ulrich van Brunswijk-Wolfenbüttel, zonder dat deze een eed hoeft af te leggen op de oude vrijheden en gebruiken van de stad.

september
- 17 - Door tussenkomst van troepen uit de Republiek onder aanvoering van Frederik Hendrik van Nassau moet de Deense koning het beleg van Braunschweig afbreken en instemmen met onderhandelingen.

oktober
- oktober - De Groninger landmeter Pieter Sems komt met een herziene Semslinie, waarop Ter Apel Gronings blijft. Maar nu gaat Drente dwarsliggen.

november
- 25 - Willem Lodewijk van Nassau-Saarbrücken huwt te Saarbrücken met Anna Amalia van Baden-Durlach.

december
- 21 - Onder bemiddeling van Johan VII van Nassau-Siegen wordt de kwestie-Braunschweig vreedzaam opgelost.

zonder datum
- In Frankrijk wordt chocoladedrank bij officiële audiënties bij de Franse Koning ingevoerd.
- Cornelis Drebbel houdt een proefvaart met zijn onderzeeboot op de Theems.
- In Groenlo (Grol) wordt Grolsch bier gebrouwen.
- Voor het eerst vertrekken er Nederlandse gezanten naar Moskovië. Reinoud van Brederode, Diederik Bas en Albert Joachim moeten gaan helpen met de vredesbesprekingen tussen Zweden en Rusland[1]

## Muziek
- Uitgave van een tweede bundel composities van Giovanni Gabrieli, evenals de bundel uit 1597, onder de naam Sacrae symphoniae.
- Girolamo Frescobaldi componeert Ricercari et canzoni francesi en Toccate e partite d’intavolatura di cimbalo, libro primo.

## Beeldende kunst

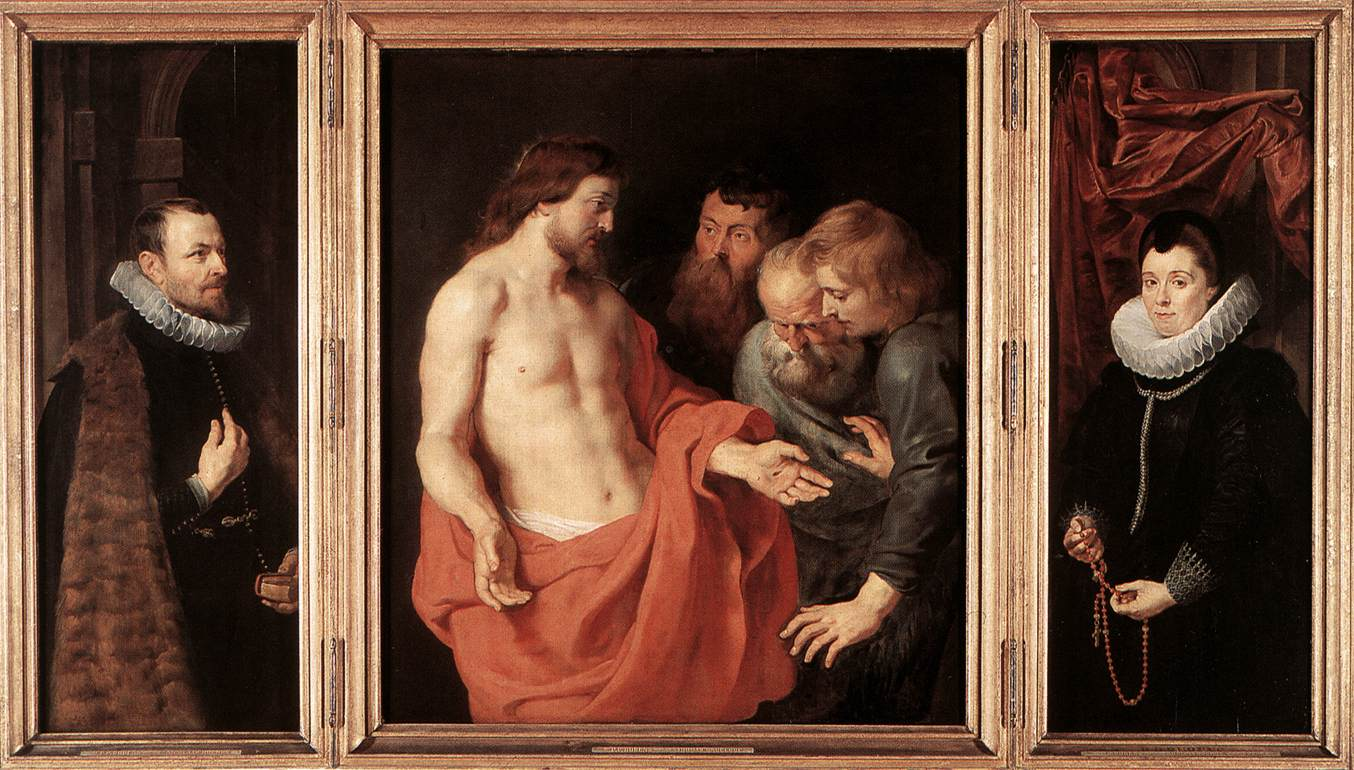
Het ongeloof van Thomas (voltooid in 1615) Peter Paul Rubens
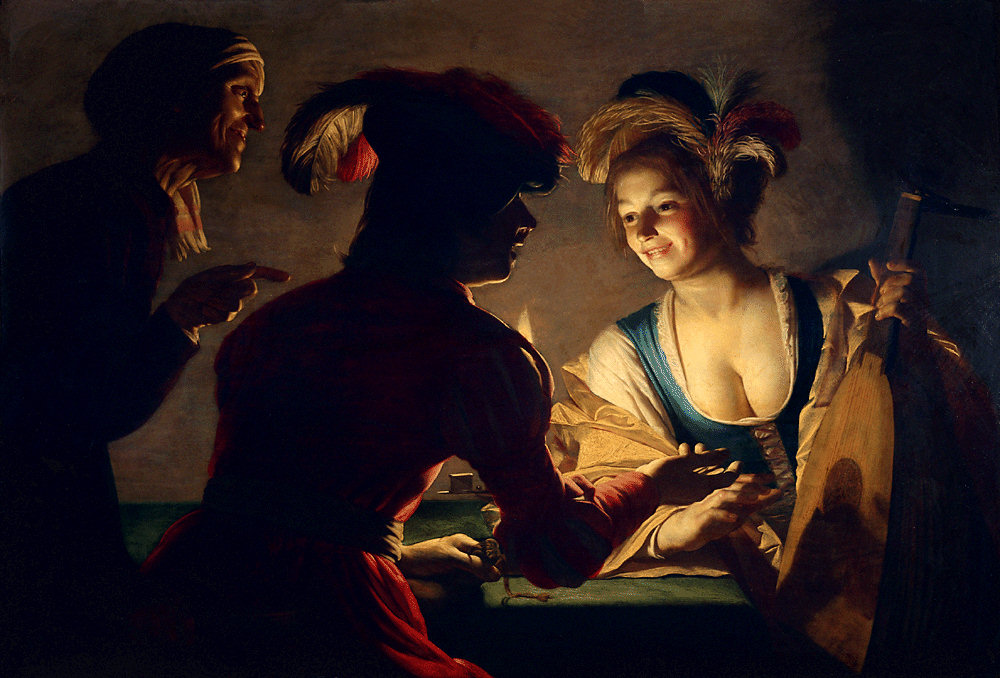
'De koppelaarster', Gerrit van Honthorst, 1615

## Bouwkunst

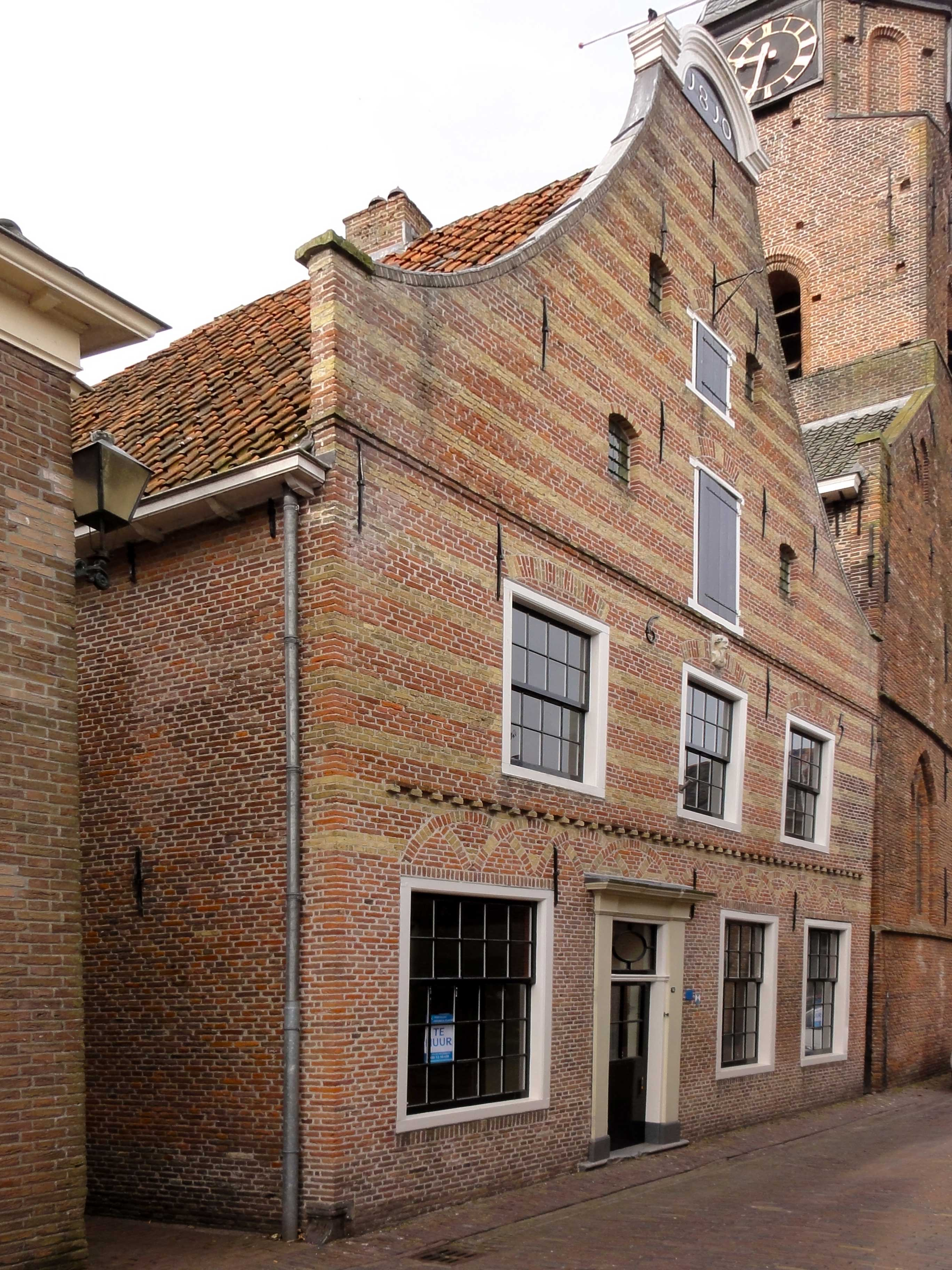
Woonhuis, Blokzijl (1615)

## Geboren
januari
- 25 - Govert Flinck, Nederlands kunstschilder (overleden 1660)

maart
- 13 - Paus Innocentius XII (overleden 1700)

september
- 16 - Heinrich Bach, Duits organist en componist (overleden 1692)

november
- 5 - Ibrahim I, sultan van het Ottomaanse Rijk (overleden 1648)

## Overleden
maart
- 4 - Hans von Aachen (±63), Duits schilder
- 6 - Pieter Both (47), gouverneur-generaal van Nederlands-Indië

juni
- 24 - Katagiri Katsumoto (59), Japans daimyo, een van de Zeven Speren van Shizugatake

datum onbekend
- Johannes Fabricius, Nederlands astronoom
- Mikołaj Zieleński (65), Pools componist (vermoedelijke sterfdatum)
- De hertog van Medina Sidonia (65)Pools-Litouwse Gemenebest, officiële naam: Alonzo Perez de Guzman el Bueno (1550-1615), vooral bekend als commandant van de Spaanse Armada, waarmee koning Filips II van Spanje in 1588 Engeland wilde binnenvallen
- Diederik Vijgh (1532-1615), gouverneur van Tiel